# Ardit Toli
Ardit Toli (Il Pireo, 12 luglio 1997) è un calciatore albanese, difensore o centrocampista del Teuta.

## Carriera

### Club
Il 22 agosto 2022 viene acquistato a titolo definitivo per 120.000 euro dalla squadra ucraina del Vorskla.

### Nazionale
Il 26 ottobre 2022 ha debuttato con la nazionale albanese nella partita amichevole terminata 1 a 1 contro l'Arabia Saudita.

## Statistiche

### Presenze e reti nei club
Statistiche aggiornate al 25 maggio 2025.
| Stagione         | Squadra          | Campionato       | Campionato | Campionato | Coppe nazionali | Coppe nazionali | Coppe nazionali | Coppe continentali | Coppe continentali | Coppe continentali | Altre coppe | Altre coppe | Altre coppe | Totale | Totale |
| Stagione         | Squadra          | Comp             | Pres       | Reti       | Comp            | Pres            | Reti            | Comp               | Pres               | Reti               | Comp        | Pres        | Reti        | Pres   | Reti   |
| ---------------- | ---------------- | ---------------- | ---------- | ---------- | --------------- | --------------- | --------------- | ------------------ | ------------------ | ------------------ | ----------- | ----------- | ----------- | ------ | ------ |
| 2017-2018        | PAE Chania       | FL               | 23         | 3          | CG              | 3               | 0               | -                  | -                  | -                  | -           | -           | -           | 26     | 3      |
| 2018-2019        | PAE Chania       | FL               | 26         | 0          | CG              | 6               | 0               | -                  | -                  | -                  | -           | -           | -           | 32     | 0      |
| Totale Eginiakos | Totale Eginiakos | Totale Eginiakos | 49         | 3          |                 | 9               | 0               |                    | -                  | -                  |             | -           | -           | 58     | 3      |
| gen.-giu. 2020   | Kalamata         | SL2              | 10         | 0          | CG              | 1               | 0               | -                  | -                  | -                  | -           | -           | -           | 11     | 0      |
| 2020-2021        | Tirana           | KS               | 28         | 0          | CA              | 1               | 0               | UCL+UEL            | 2+0                | 0                  | SA          | 1           | 0           | 32     | 0      |
| 2021-2022        | Tirana           | KS               | 32         | 0          | CA              | 2               | 0               | -                  | -                  | -                  | -           | -           | -           | 34     | 0      |
| Totale Tirana    | Totale Tirana    | Totale Tirana    | 60         | 0          |                 | 3               | 0               |                    | 2                  | 0                  |             | 1           | 0           | 66     | 0      |
| 2022-2023        | Vorskla          | PL               | 10         | 0          | CU              | 0               | 0               | -                  | -                  | -                  | -           | -           | -           | 10     | 0      |
| 2023-2024        | Vorskla          | PL               | 8          | 0          | CU              | 0               | 0               | -                  | -                  | -                  | -           | -           | -           | 8      | 0      |
| Totale Vorskla   | Totale Vorskla   | Totale Vorskla   | 18         | 0          |                 | 0               | 0               |                    | -                  | -                  |             | -           | -           | 18     | 0      |
| set. 2024-2025   | Dinamo City      | KS               | 26         | 0          | CA              | 3               | 0               | -                  | -                  | -                  | -           | -           | -           | 29     | 0      |
| 2025-2026        | Teuta            | KS               | 0          | 0          | CA              | 0               | 0               | -                  | -                  | -                  | -           | -           | -           | 0      | 0      |
| Totale carriera  | Totale carriera  | Totale carriera  | 163        | 3          |                 | 16              | 0               |                    | 2                  | 0                  |             | 1           | 0           | 182    | 3      |

### Cronologia presenze e reti in nazionale
| Cronologia completa delle presenze e delle reti in nazionale ― Albania | Cronologia completa delle presenze e delle reti in nazionale ― Albania | Cronologia completa delle presenze e delle reti in nazionale ― Albania | Cronologia completa delle presenze e delle reti in nazionale ― Albania | Cronologia completa delle presenze e delle reti in nazionale ― Albania | Cronologia completa delle presenze e delle reti in nazionale ― Albania | Cronologia completa delle presenze e delle reti in nazionale ― Albania | Cronologia completa delle presenze e delle reti in nazionale ― Albania |
| Data                                                                   | Città                                                                  | In casa                                                                | Risultato                                                              | Ospiti                                                                 | Competizione                                                           | Reti                                                                   | Note                                                                   |
| ---------------------------------------------------------------------- | ---------------------------------------------------------------------- | ---------------------------------------------------------------------- | ---------------------------------------------------------------------- | ---------------------------------------------------------------------- | ---------------------------------------------------------------------- | ---------------------------------------------------------------------- | ---------------------------------------------------------------------- |
| 26-10-2022                                                             | Abu Dhabi                                                              | Arabia Saudita                                                         | 1 – 1                                                                  | Albania                                                                | Amichevole                                                             | -                                                                      | 61’                                                                    |
| Totale                                                                 |                                                                        | Presenze                                                               | 1                                                                      |                                                                        | Reti                                                                   | 0                                                                      |                                                                        |

## Palmarès

### Club

#### Competizioni nazionali
- Coppa d'Albania: 1

Dinamo Tirana: 2024-2025